# Sette (cognome)
Sette è un cognome di lingua italiana.

## Varianti
Setti, Settimelli, Settimi, Settimini, Settimo, Settis.

## Origine e diffusione
Cognome tipicamente panitaliano, è presente prevalentemente in Italia centro-settentrionale.
Potrebbe derivare dal termine sette, numero, dal latino septem, o da un toponimo, o ancora dal prenome Settimo.
La variante Setti copre il medesimo areale e compare anche in Sardegna; Settimelli è toscano; Settis è sardo.

## Persone
- Agostino Sette – anarchico e antifascista italiano
- Alberto Sette – doppiatore, attore teatrale e speaker italiano
- Damiana Sette – centenaria italiana
- Pietro Sette – dirigente d'azienda italiano